# Spatunomia
Spatunomia är ett släkte av bin. Spatunomia ingår i familjen vägbin.
Kladogram enligt Catalogue of Life:
| Spatunomia | \| \| Spatunomia filifera \| \| \| \| \| \| Spatunomia rubra \| \| \| \| |
|            | \| \| Spatunomia filifera \| \| \| \| \| \| Spatunomia rubra \| \| \| \| |
|            | Spatunomia filifera                                                      |
|            |                                                                          |
|            | Spatunomia rubra                                                         |
|            |                                                                          |